# Alexia Muffat
Alexia Muffat née le 15 novembre 1992, est une coureuse cycliste française.

## Palmarès sur route
- 2010
  - 2e de Chrono des Nations-Les Herbiers-Vendée juniors
  -  Médaillée de bronze du championnat d'Europe du contre-la-montre juniors
- 2011
  - 2e de Grand Prix Fémin'Ain
- 2012
  - Grand Prix de Chambéry
- 2013
  - 3e de La Mérignacaise
  - 3e de Prix de la Ville du Mont Pujols

## Palmarès sur piste

### Championnats nationaux
- 2010
  -  Championne de France de la course aux points juniors
  - 3e du championnat de France du contre-la-montre juniors